# Tuberta
Tuberta és un gènere d'aranyes araneomorfes de la família dels cibèids (Cybaeidae). Fou descrit per primera vegada per Eugène Simon l'any 1884. Les espècies d'aquest gènere es troben a Europa.
Segons el World Spider Catalog amb data de 10 de febrer de 2019 hi ha dues espècies reconegudes:
- Tuberta maerens (O. Pickard-Cambridge, 1863)
- Tuberta mirabilis (Thorell, 1871)